# 福州三一学校

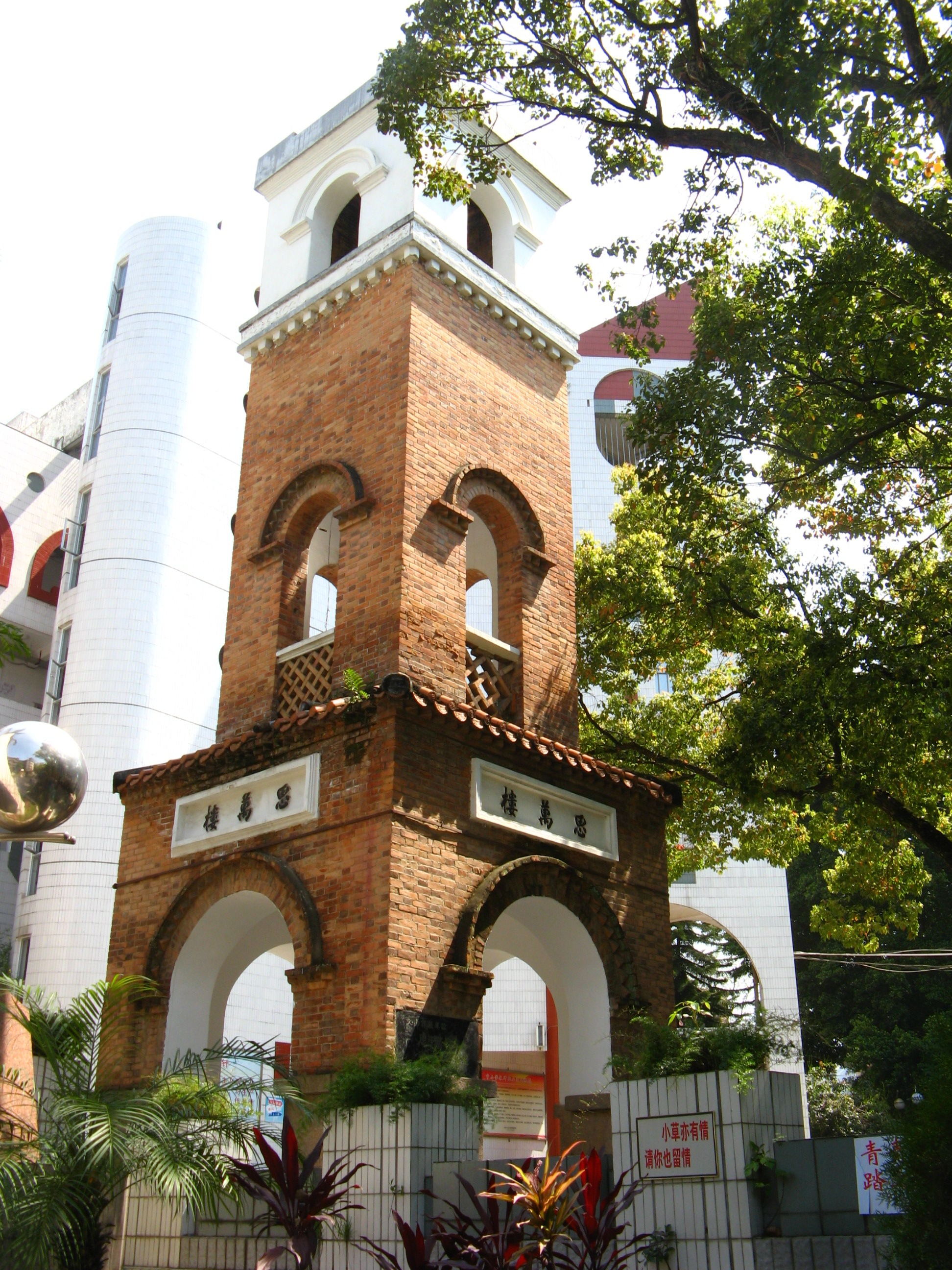
思万楼

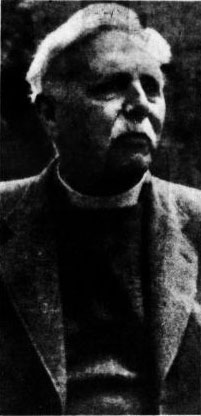
万拔文

福州三一学校（英语：Foochow Trinity College）是英国圣公会在中国福州创办的一所学校。
三一学校前身包括圣公会在福州创建的三所学校。
1850年，英国圣公会华南教区（主教驻香港）由于在广东省传教遇到挫折，遂转至福建省传教。最初，传教士试图进入省会福州城内传教。1878年（光绪四年），由于福州的儒生强烈反对传教士进城（乌石山教案），圣公会将传教基地转移到闽江南岸的仓山，并在仓山创办“广学书院”和“榕南两等小学堂”。
1907年秋，在圣公会福建教区支持下，在爱尔兰都柏林三一大学布道会的万拔文牧师又在仓山施埔开办一所规模很小、以英语为主课的中学“圣马可书院”。1911年12月，万拔文等购买仓山跑马场附近的沙俄驻榕领事馆馆舍，及其周围的4座洋房和园地作为校园。1912年，落成两座红砖大楼。万拔文将圣公会在榕创办的圣马可书院、广学书院、榕南小学三校合并，三合为一，迁入新址，始称“三一学校”。下属三一汉英书院、三一中学、三一小学。
1919年，万拔文校长卸任。校友们为纪念他，在校内兴建三层塔楼思万楼（Pakenham-Walsh Tower），于1925年完成。
1924年，三一学校购得10余亩田地，辟为足球场，这是当时福州中等学校唯一的符合规格的足球场。于是足球成为学校传统体育项目，比赛时总是名列前茅，因而三一足球驰名遐迩，历久不衰。
1928年，学校向国民政府办理立案手续，三一中学和汉英书院合并统称“私立福州三一中学”，三一小学改称“私立福州三一中学附属三一小学”。1933年三一中学高中生参加国家会考全部及格，初中参加国家会考总成绩名列全省70多校之首。
抗日战争期间。1941年夏，福州第一次沦陷，圣公会在福州开办的陶淑女子中学迁到崇安与三一中学联办，称为“三一陶淑联合中学”。1945年抗战胜利，全部迁回原址。
中华人民共和国成立后，1952年10月25日，福州市人民政府接办三一学校，更名为福州第九中学。1993年更名为福州外国语学校。

## 历任校长
- 万拔文
- 来必翰
- 林步基

## 知名校友
- 倪柝聲
- 魏光禧